# Nhảy dây

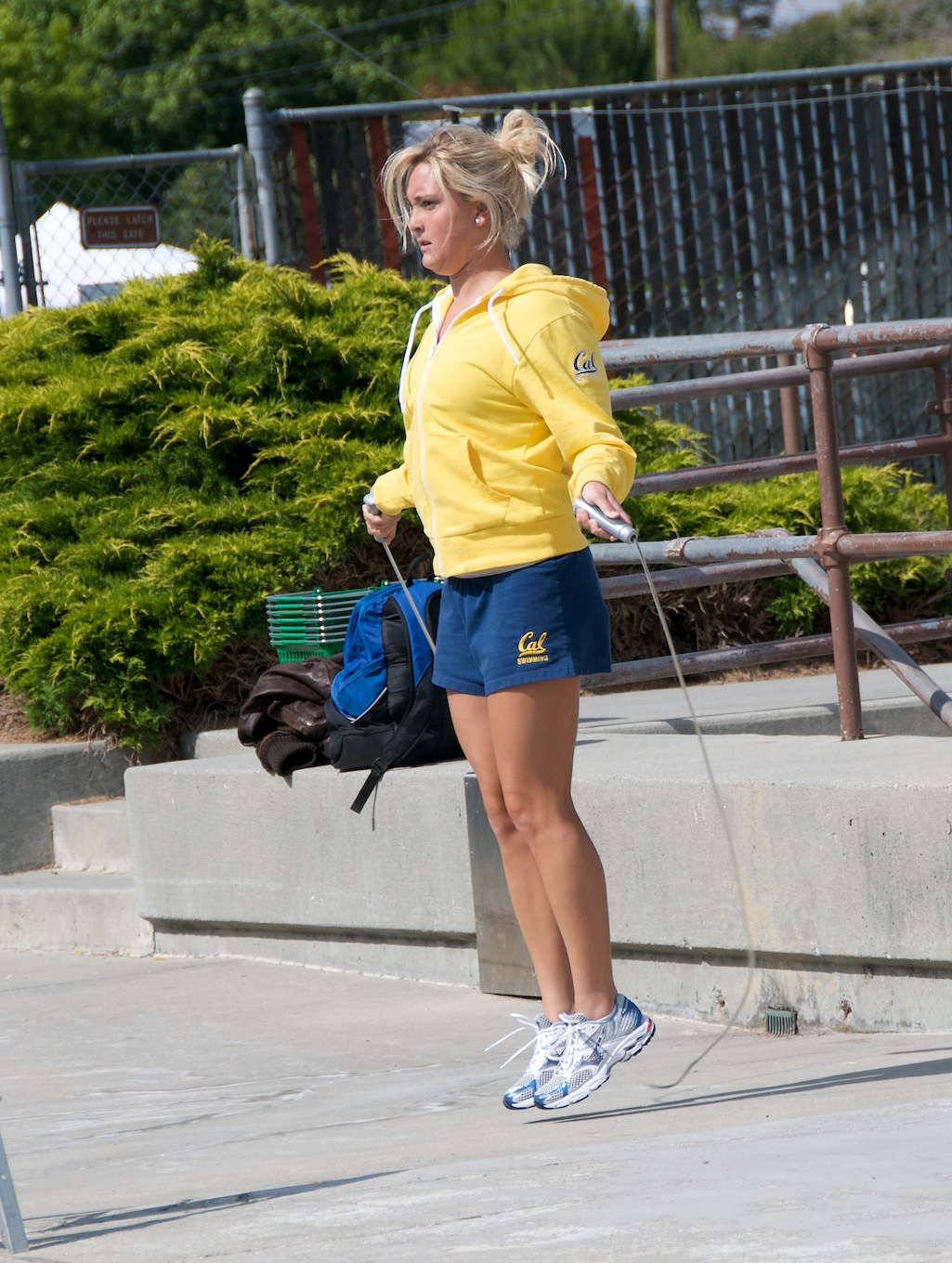
Một phụ nữ đang nhảy dây

Nhảy dây là một môn giải trí và môn thể dục, trong đó một sợi dây thừng được sử dụng đung đưa để dây đi dưới chân và qua đầu của người nhảy. Có nhiều thể loại nhảy dây: nhảy dây đơn tự do, nhảy dây đơn tốc độ, nhảy dây đôi, hai người quay dây cho một hoặc nhiều người nhảy. Nhảy dây lúc đầu được biết đến như một trò chơi của trẻ em, dần dần đã phát triển thành một môn thể thao. Thi đấu thể thao thường được phân hạng theo giới tính và độ tuổi, bao gồm hàng trăm đội cạnh tranh trên khắp thế giới. Trong cuộc thi tự do, người nhảy dây thực hiện các kỹ thuật cơ bản và nâng cao khác nhau trong một phút, có sự quan sát của trọng tài, giám khảo nội dung và giám khảo biểu diễn. Trong cuộc thi tốc độ, người nhảy được chấm điểm dựa trên số lần chân phải chạm đất trong khoảng thời gian nhất định.

## Lịch sử
Những bằng chứng cổ nhất cho thấy hoạt động nhảy dây đã xuất hiện ở Ai Cập từ những năm 1600 Trước Công Nguyên. Mọi người thường nghĩ nhảy dây là trò chơi dành cho con gái, nhưng hoạt động này trong lịch sử vốn là trò chơi của bên đàn ông. Các nhà thám hiểm phương Tây vào thế kỷ 16 cũng thấy các thổ dân nhảy dây bằng dây leo. Con gái dần có trào lưu nhảy dây vào thế kỷ 18, nhảy chung với nhạc, trào lưu dần phổ biến ở Mỹ và các nước khác trên thế giới như bây giờ.

## Kỹ thuật

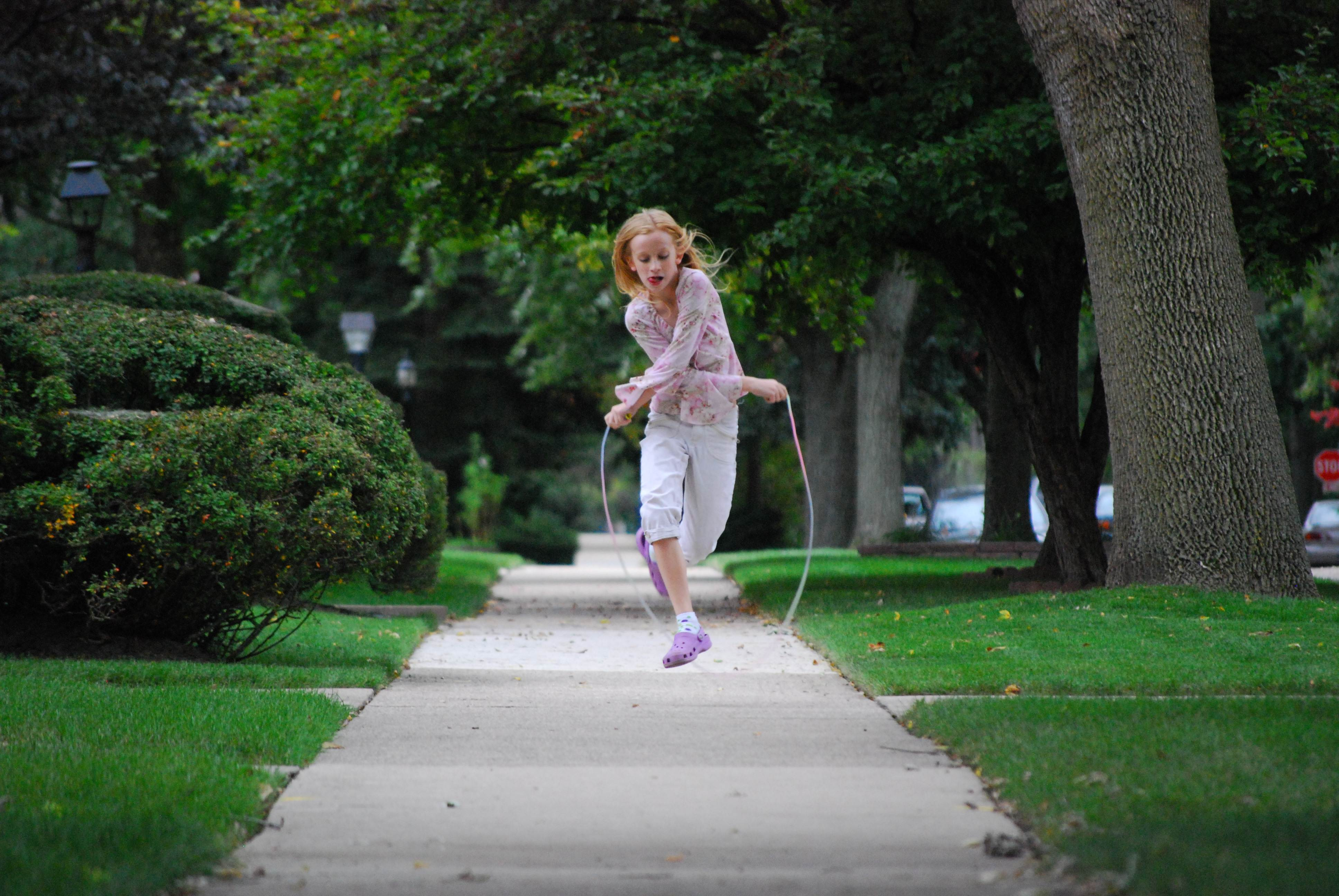
Kiểu nhảy chéo tay (Criss-cross)

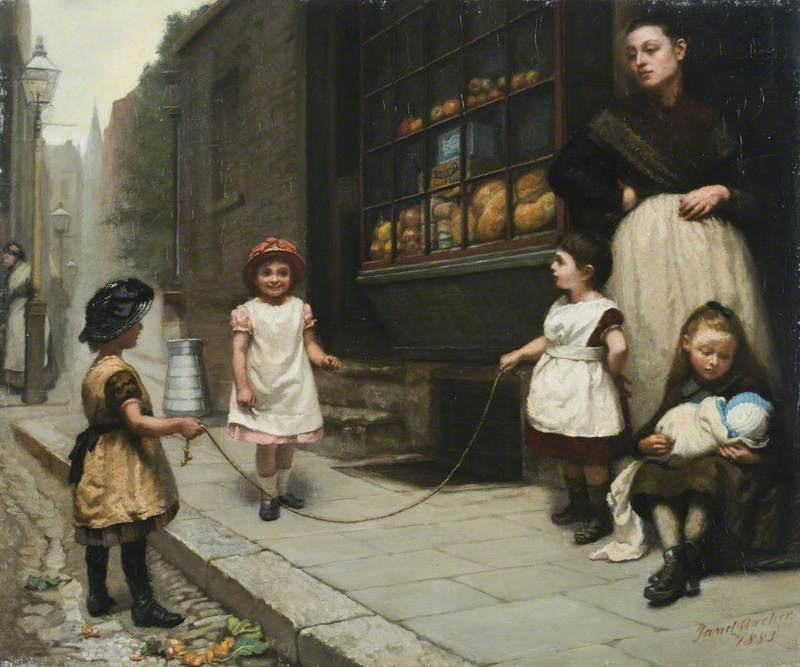

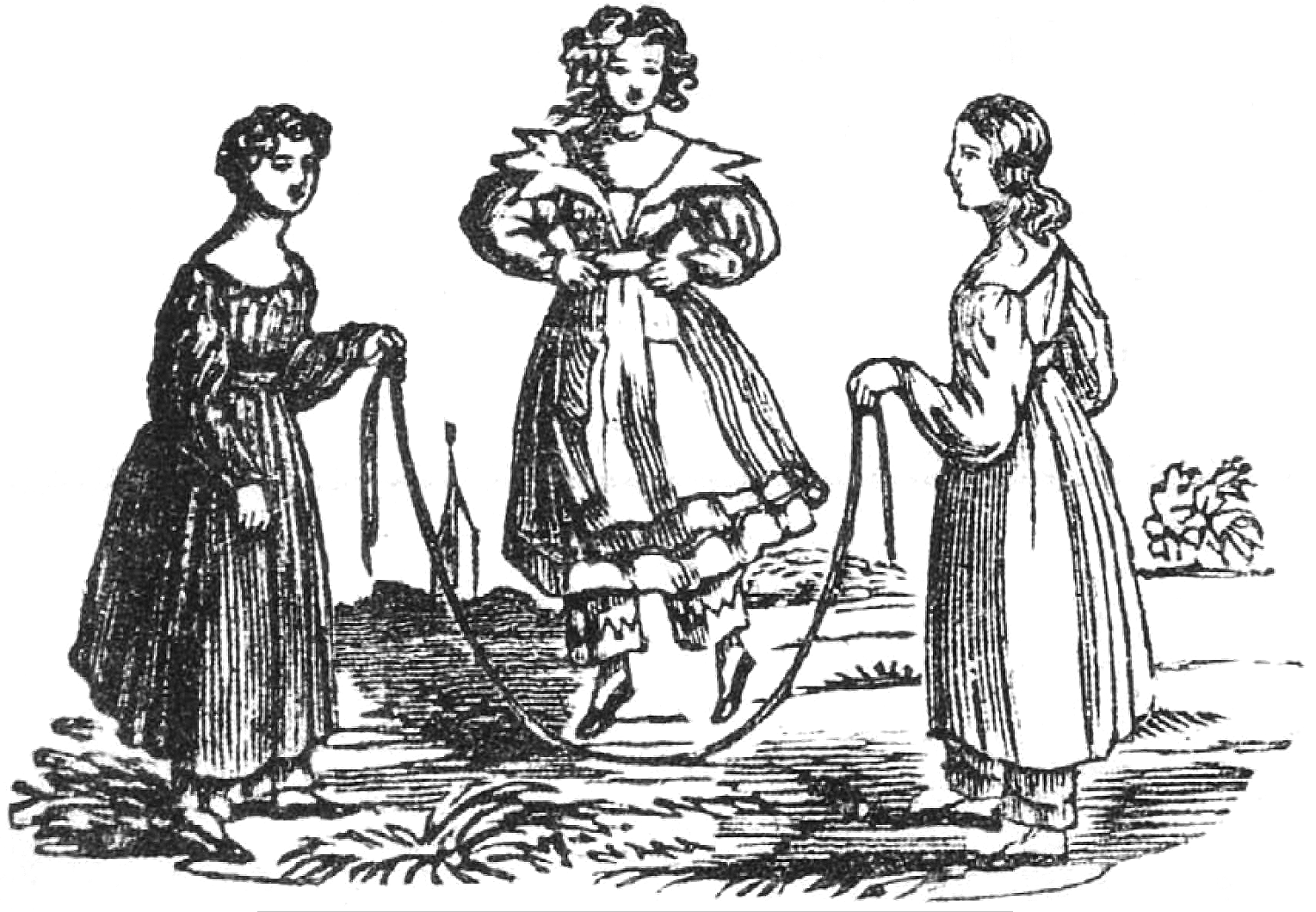

Có nhiều kỹ thuật có thể được sử dụng khi nhảy. Chúng có thể được sử dụng riêng lẻ hoặc kết hợp trong một chuỗi. 
- Nhảy đơn: Đối với nhảy đơn, người tham gia nhảy và  xoay dây dưới chân của họ. Thời gian của cú xoay phù hợp với bước nhảy. Điều này cho phép họ dễ dàng tạo ra nhịp điệu. Trái ngược với việc nhảy dây để dây qua chân, khó tạo nhịp điệu hơn.
- Nhảy dậm chân: Nhảy dậm là động tác nhảy dây cơ bản sao cho hai chân nhảy cách xa dây dưới đất, đây là kĩ thuật căn bản nhất của nhảy dây mà người chưa nhảy dây bao giờ sẽ làm quen để dần dần tiến đến các kĩ thuật nâng cao.
- Nhảy bước hay Nhảy dây đổi chân: Đổi chân liên tục khi nhảy, nên nhìn từ ngoài trông như đang chạy bộ. Kỹ thuật này có thể tăng gấp đôi số lần nhảy mỗi phút một cách hiệu quả so với kỹ thuật trên. Thường sử dụng trong các buổi thi nhảy dây tốc độ.
- Nhảy chéo tay (Criss-cross): Nhảy chéo tay, khi đang nhảy thì bắt chéo tay.
- Nhay dây bên (Side swing): Đưa luồn dây qua một bên của người nhảy, người nhảy không cần nhảy qua dây
- Nhảy kiểu thủy thủ): Nhảy bắt chéo tay sau lưng
- Nhảy quay 2 lần  (Double Under/Nhảy đúp): Nhảy dây chạm chân một lần, nhưng quay dây 2 lần. Nếu quay 3 lần gọi là nhảy Triple Under
- Nhảy dây kiểu đấm bốc (quyền Anh): Một chân đặt hơi về phía trước và một chân hơi lùi lại. Đặt trọng lượng cơ thể hướng về bàn chân trước, bàn chân sau dùng để ổn định cơ thể. Từ tư thế này, người đó nhảy lên nhiều lần (thường là 2-3 lần), rồi chuyển tư thế, do đó bàn chân trước trở thành bàn chân sau và bàn chân sau trở thành bàn chân trước. Một ưu điểm của kỹ thuật này là nó cho phép chân sau được nghỉ ngơi trong thời gian ngắn. Vì vậy, trong khi cả hai chân vẫn được sử dụng trong bước nhảy, nên từ đó họ có thể nhảy dây lâu hơn so với nhảy cơ bản.
- Nhảy kiểu con cóc (Toad): Nhảy bắt chéo tay rồi luồn dây bắt chéo chân.
- Nhảy Crougar: Nhảy cơ bản với một cánh tay móc dưới chân bên cạnh.
- Awesome Anna: Nhảy đổi chân kết hợp nhảy con cóc mà không cần nhảy vào giữa.
- Nhảy con cóc nghịch đảo: Thực hiện động tác nhảy con cóc trong khi một cánh tay bắt chéo chân bên cạnh từ bên ngoài.
- Nhảy kiểu voi: Nhảy bắt chéo giữa nhảy con cóc và con cóc nghịch đảo. Trong đó hai tay đan chéo dưới một chân.
- Nhảy kiểu lừa đá: Người nhảy trồng cây chuối, rồi thả chân xuống lại rồi quay dây dưới chân
- TJ: Nhảy triple-under trong đó cú nhảy đầu tiên là side swing, cú nhảy giữa là cú toad và cú nhảy cuối cùng trong thế mở.

## Lợi ích sức khoẻ

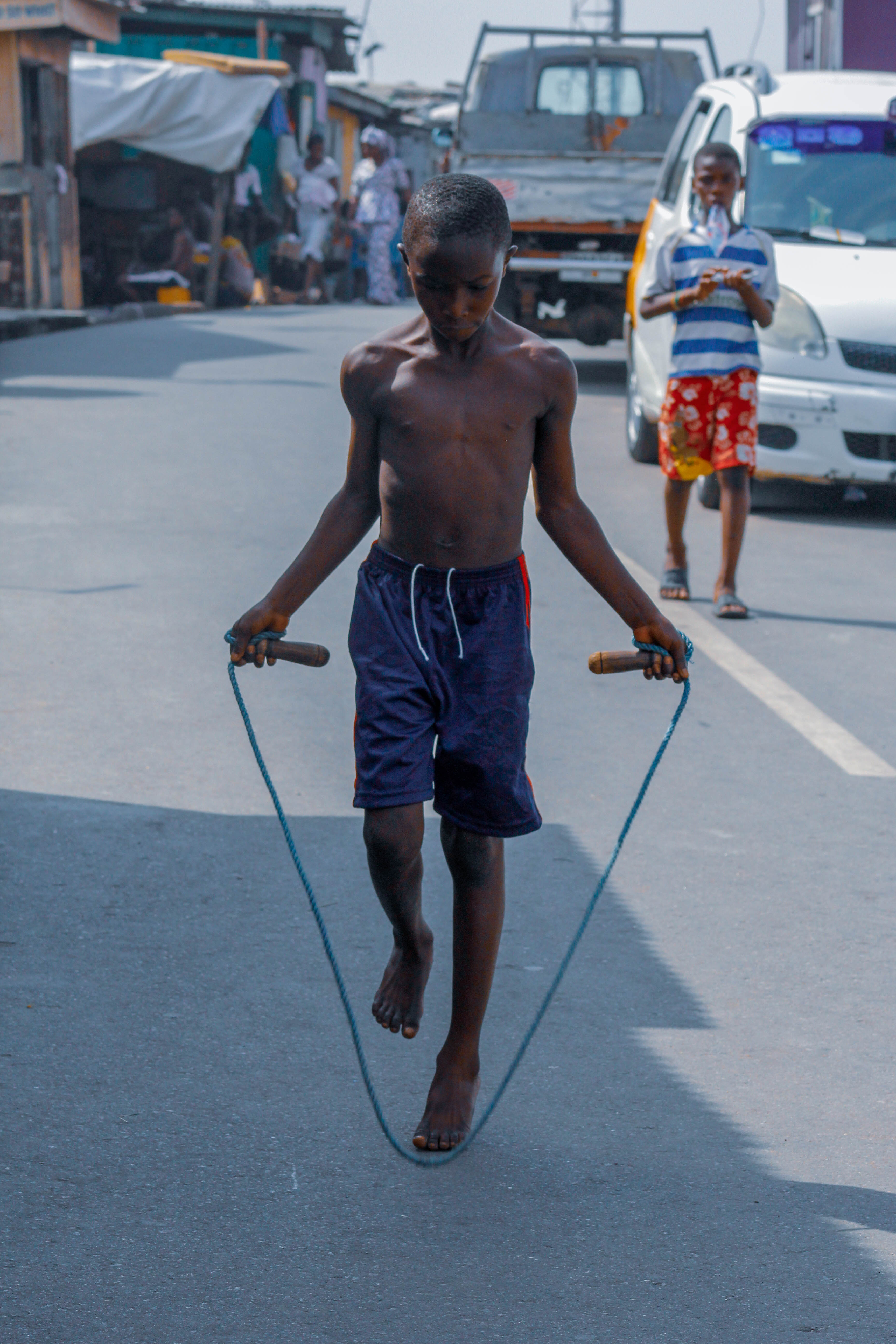

Nhảy dây là một trong những bài tập điển hình nhất để có thể rèn luyện tim mạch (cardiovascular) (tập cơ tim mà người ta thường gọi là tập cardio) , tương tự như chạy bộ hoặc đạp xe với cường độ cao . Nhảy dây tuỳ vào thể trạng mỗi người, trung bình có thể đạt được "tốc độ đốt cháy" lên đến 700 đến hơn 1200 calo mỗi giờ với cường độ mạnh, với khoảng 0,1 đến gần 1,1 calo tiêu thụ mỗi lần nhảy, chủ yếu phụ thuộc vào tốc độ và cường độ của bước nhảy. Nhảy dây 15-20 phút đủ để đốt cháy calo từ một thanh kẹo và tương đương với 45–60 phút chạy, tùy thuộc vào cường độ nhảy và xoay chân. Nhiều huấn luyện viên chuyên nghiệp, chuyên gia thể hình và võ sĩ chuyên nghiệp khuyên nên nhảy dây thường xuyên để đốt cháy mỡ tốt hơn so với các bài tập khác như chạy bộ.  Nhảy dây còn hỗ trợ giảm chấn thương bàn chân, mắt cá chân.
Nhảy dây được chứng minh là tăng cường mật độ xương, góp phần ngăn ngừa nguy cơ loãng xương. Nhảy dây tăng hiệu quả khi hô hấp, tăng thể tích chứa O2 tối đa trong phổi, giúp tăng sức bền trong thể thao. Những vận động viên tập luyện thường sử dụng các sợi dây nặng hơn để tăng độ khó và hiệu quả của bài tập đó, từ đó họ đạt được sự linh hoạt và khả năng phối hợp của cơ thể cao hơn bình thường. Nhảy dây phù hợp với nhiều lứa tuổi và mức độ thể lực, cải thiện tâm trạng người tập. Một lợi ích khác là nhảy dây ít tốn kém, không cần thiết bị chuyên dụng, thực hiện bất kỳ đâu miễn là có một khoảng trống phẳng vừa phải và một sợi dây. Nhảy dây ngày càng phổ biến vào năm 2020, do sự bùng phát của dịch Covid-19, khi các phòng tập thể dục đóng cửa hoặc mọi người ở nhà do giãn cách xã hội.

## Cuộc thi

### Quốc tế
Có hai tổ chức chính trên thế giới: Liên đoàn Nhảy dây Quốc tế (FISAC-IRSF) và Liên đoàn Nhảy dây Thế giới (WJRF). Đã có 11 giải vô địch thế giới luân phiên hàng năm của (FISAC), với lần gần đây nhất được tổ chức tại Thượng Hải , Trung Quốc. Đã có 7 giải vô địch nhảy dây thế giới được tổ chức hàng năm bởi (WJRF); gần đây nhất diễn ra ở Orlando, Florida. Các địa điểm khác của giải vô địch này bao gồm Washington DC, Pháp và Bồ Đào Nha. Năm 2018, Liên đoàn Nhảy dây Quốc tế (FISAC-IRSF) và Liên đoàn Nhảy dây Thế giới (WJRF) đã công bố một tổ chức hợp nhất có tên là International Jump Rope Union.  Liên đoàn Nhảy dây Quốc tế (IJRU) đã trở thành Liên đoàn Quốc tế thứ 10 đạt được danh hiệu Người quan sát GAISF. Quyết định này được đưa ra bởi Hội đồng Hiệp hội các Liên đoàn Thể thao Quốc tế Toàn cầu (GAISF), nhóm họp tại SportAccord ở Bangkok. Vào năm 2019, IRSO tái xuất hiện và kích hoạt lại các hoạt động của mình. Tổ chức do Richard Cendali đứng đầu. IRSO  không đồng ý và không hài lòng với cách cả hai tổ chức Liên đoàn Nhảy dây Quốc tế và Liên đoàn Nhảy dây Thế giới bỏ qua một số hoạt động lâu đời. Liên đoàn Nhảy dây Hoa Kỳ và Hiệp hội Nhảy dây Châu Á mới được thành lập cũng tham gia IRSO và quyết định tổ chức Giải vô địch thế giới của họ cùng với AAU. Giải Vô địch World Inter School lần thứ nhất  được tổ chức tại Dubai, tháng 11 năm 2015.  Lần thứ hai được tổ chức tại Eger, Hungary năm 2017. Lần thứ ba và thứ tư lần lượt được tổ chức tại Hồng Kông 2018 và Bỉ 2019.

### Hoa Kỳ
Trong lịch sử ở Hoa Kỳ có hai tổ chức nhảy dây cạnh tranh nhau: IRSO và WRSF. IRSO tập trung vào các động tác thể dục / thể thao dành cho người đóng thế và thể dục, trong khi WRSF đánh giá cao tính thẩm mỹ và hình thức của bài tập. Năm 1995, hai tổ chức này hợp nhất để thành lập Liên đoàn Nhảy dây Nghiệp dư Hoa Kỳ (nay là Nhảy dây Hoa Kỳ ). Tổ chức các giải đấu quốc gia hàng năm. Nhảy dây cũng là một phần của Liên đoàn Vận động viên Nghiệp dư và Thế vận hội Olympic AAU Junior hàng năm. Dây nhảy tốc độ được làm từ một sợi dây vinyl mảnh. Chúng tốt nhất để sử dụng trong nhà, vì chúng sẽ bị mài mòn nhanh trên bê tông. Các sợi dây có hạt giúp bạn nhảy nhịp nhàng dễ hơn, vì người nhảy có thể nghe thấy các hạt chạm đất và cố gắng theo nhịp độ của nó. Dây da nhảy ít rối hơn dây tốc độ.